# きみまち阪周辺の戦い
きみまち阪周辺の戦い（きみまちざかしゅうへんのたたかい）は、戊辰戦争のひとつ秋田戦争で、奥羽越列藩同盟に与した盛岡藩が久保田藩を中心とする新政府軍と交戦した一連の戦いのうち、出羽国山本郡のきみまち阪周辺で行われた戦闘である。なお、きみまち阪（徯后阪）という名前は、1881年（明治14年）に同地を訪れた明治天皇により、翌1882年（明治15年）に命名されたものであり、当時はきみまち阪という名前はなかった。
盛岡藩は大館城を攻略し、連戦連勝で久保田藩領を進軍していたが、この地区の戦いで初めて敗北した。

## 経緯
慶応4年8月22日（1868年10月7日）、大館城は盛岡藩によって攻略された。深夜、大館城の敗北の情報を受けて、久保田藩はただちに新たな部隊を編成し、その旨を奥羽鎮撫隊総督府の下参謀・大山格之助に通知した。総督府では、神宮寺滞在の参謀副役で佐賀藩隊長の田村乾太左衛門を大館口官軍総指揮官として、小城藩の援軍500名余りと、23日に船川港に来着した援兵800名を率いて赴任することを命じた。
23日、盛岡軍は休兵。24日になって一部の兵が前進を始める。大館城攻城戦に不参加・無傷だった部隊は、総大将である楢山佐渡の本隊、雪沢口から攻め込んだ部隊、大葛村から進入した部隊、後方警備の南部吉兵衛隊など多数あった。しかし、それら部隊を楢山は前進させなかった。雪沢口の足沢内記・三浦五郎左衛門は鬼ヶ城から追い出されて以来戦闘準備を行っており、大館城攻城戦に遅参していた。そのため楢山から叱責を受け、大館北方にある白沢村の警備を命じられる。これは、動静が不明だった弘前藩への備えだったと考えられている。大館から出発した盛岡軍は、本道は楢山隊で綴子村に向い、祐橘隊は板戸村から鷹巣村をめざした。25日、楢山隊は綴子村に到着した。
同じく25日、神宮寺から総督府に出庁した田村は北部方面の総指揮官の命を受け、土崎にいた小城藩監軍藤本恒作・大隊長の田尻宮内と会見する。田尻は田村より官位が高かったが、「軍中の時は平時と異なる」として田村の指揮下に入ることに同意した。田村はその後、直属の部下である生野小十郎を先遣させ、早籠で荷上場村に向かった。荷上場村は、難所であるきみまち阪を目前に控えた宿場町である。
25日、盛岡軍は坊沢村まで進軍した。26日に前山村を経て今泉村まで進軍したが、ここで久保田軍の激しい抵抗に遭い、いったん占領した今泉村に火をつけて前山村まで下がった。ここで田村が派遣した生野小十郎が前線に到着し、盛岡軍の様子を調査した。大砲道の切り開きなど盛岡軍では攻撃準備が整っていることを把握した生野は、対抗措置として川原に台場を作らせた。それに対し盛岡軍は、夜の間に薬師森を中心に重厚な陣を構えた。
26日、間道から進軍した盛岡軍は大沢村を占領。さらにそこからきみまち阪方面へ攻め込もうとした。正午頃、新政府軍の佐賀藩斥候隊5名が荷上場村に到着し、大館城代の佐竹義遵（大和）と面会した。大和はこの5名に対し、土地の者を案内につけた上で状況偵察に出発させた。大沢村を占領した100名あまりの盛岡兵と遭遇した斥候隊は、わずか5名ながら新式銃で圧倒し、盛岡兵の進路を阻んだ。盛岡兵は一部が敵の側面に移動して攻撃しようとしたため、久保田軍は久保田藩士の二階堂鴻之進と共に茱萸岱（現在の茱萸木・ぐみのき）へ兵を退き警備を行った。盛岡軍は大沢村に放火して様子をうかがった。
27日明け方、田村と先鋒隊は荷上場村に到着。朝食中に小繋本道を盛岡軍が進行中という報告を聞くと、食事を中断して自ら現地を視察した「つらつらこの地の形勢をみるに、秋田への咽喉ともいうべき要害なり。敵もしこの地を占領しなば、城下に迫ること易々たらん。われこれを得ば、敵はもはや前進の念を断たん。勝敗ただこの山にあり」と兵卒を鼓舞して進軍した。盛岡軍は薬師山（現在の薬師山スキー場付近）や高津森を占領していた。そこへ小林隼人率いる小隊や佐賀藩兵が協力奮戦して、山上の敵を追い落とした。根本源三郎は高津森で苦戦したが、高陣馬の山頂から根本順助・根本幾之助らの部隊が援護射撃をした。
『南部家記』では楢山佐渡手は坊沢へ進軍、今泉村へ休陣のところ、七八町(700-800m)むこうより敵が小銃を撃ちかけてきた。大砲を四五発撃ちかけたところ、敵は撤退する様子だったので、味方は前進し発砲したが、地形が不利な場所のため、大小砲の打ち合いははなはだ不便であった。敵方は高山を取り、中段より撃ちおろし、七ッ半(午後5時)まで撃ち合ったが、防ぐ方法が無くなったので、今泉村を放火して撤退した、前山村には諸隊を置いて、楢山佐渡は坊沢村に宿陣したとある。
28日、大沢村の盛岡兵は茱萸岱を攻撃しようとするも果たせず、山道を越えて今泉村で一時休憩して撤退していった。『鍋島直大家記』では「間道より賊三百人くらい大沢口に襲来する、秋田兵隊少々備えていたが支えきれず、全員引き上げになる寸前に弊藩遊撃兵の5名が駆けつけたが、賊は四方より取り巻いた。そのまま引き上げたところ、賊は大沢村に火をかけ岩平村に陣をとりつつあったので、味方がすぐ備えをとり、終夜対陣した。しかし、本道の賊が敗走したためか、翌28日未明一同退散した。しかしなお少々潜伏しているので、それを秋田兵が追撃した。『戊辰戦役史』では「大沢にもこの日敵襲があった。ここは一小隊が守備していたが、優勢な敵襲を受けて山から追い落とされた。報告により直ちに、秋田援軍と肥前兵5名が大沢に向かった。同地の秋田軍は退却寸前にあったが、援軍の到着によって今度は攻勢をとって山上陣地の回復攻撃にありながら、僅か5名の肥前兵の射撃に閉口した。…盛岡兵は、本道敗れ前山に後退を知ったか、払暁とともに後退し、変わって秋田兵が元の陣地を回復した」とある。『大館戊辰戦史』では「この日、大館間道よりも、ぐみ岱にある二階堂鴻之進を襲う報があった。これに差し向けるべき兵隊はいない。諸隊長は挟撃されることを憂いて、荷上場にあって前方の敵に備える若干兵を後方に備えることを願った。田村乾太左衛門は寡兵で前後の敵に備えるのは得策ではない。前面の敵を打ち破れば背後の敵は自ずから敗走するだろう。恐れることはないと言い、とりあえず斥候の7名を急派して二階堂鴻之進と共に防戦させると、本道の敵が敗れると背後の敵兵も敗走した。この時、本道の官軍に帰路を断たれ、山中に逃げ惑う者もいた。
この日も小繋村の山を占領した盛岡兵は新政府軍からの砲撃を受けて、名だたる勇士を失い撤退した。荷上場村にはこの日、援軍が相次いで到着した。荷上場村はにわかに大兵集屯地となり、士気が大いに盛り上がった。田村は軍義を開き、翌日の総攻撃の取り決めを行った。軍義では明日午前4時に支度をして、午前6時から小繋本道、大沢口間道、米内沢口の3方向から攻め込むことを決定した。
29日早朝は霧が深く、数歩先も見えない天候であった。大沢口の間道は盛岡軍の進軍を防ぐために杉の巨木が切り倒されており、それが障害物となって進軍を妨げた。また、盛岡兵も巨木を切り倒していた。
本道では前山村で朝食中の盛岡軍を攻撃し、盛岡軍はなすすべ無く大砲2門と小銃3挺を残し陣地を撤退していった。坊沢村に進撃した久保田軍であったが、坊沢村の傍らの山陰から伏兵が現れ、佐賀大砲隊の隊長である村山又兵衛は被弾して斃れた。久保田軍の鉄砲隊は米代川沿いに進んだが、田圃の中から盛岡兵の銃撃を受けた。このように被害も大きかったが、盛岡兵を次第に坊沢村へ追い詰めていった。
大沢村からの間道を進んでいた部隊は、進軍に難儀をしたが坊沢村の背後に出ることに成功し、そこから盛岡軍を攻撃した。坊沢村の盛岡軍は本道、米代川筋、背後という3方面からの攻撃に耐えきれず敗走した。坊沢で昼食を取った久保田軍は、勝ちに乗じてさらに進軍し綴子村の盛岡軍を攻撃する。盛岡軍も必死に反撃するが、夕闇の頃になって綴子村に火をつけ総撤退した。久保田軍は、山野に逃げ隠れていた村人を呼び戻し消火にあたらせ、全軍が綴子村に宿陣した。

## 大沢村での戦闘の話題
盛岡軍の最高到達地点である大沢村では、幾つかの言い伝えが残されている。
羽州街道の間道として大沢村、二の又（にのまた）、田子ヶ沢（たこがさわ）、綴子（つづれこ）村のルートがあった。このルートを久保田軍は道の両側にあった杉の巨木を切り倒すことによって封鎖していた。ところが、盛岡軍は獣道に近い滝の沢を通るルートを越え、26日に大沢村に迫った。
久保田藩の二階堂鴻之進は農民を指揮して、山崎の高台（現在は削られてしまい消失）に陣を構え、鉄砲で狙い撃ちしようとした。そこへ盛岡兵が迫ってきた。農兵には敵が200mに近づくまで発砲してはいけないという命令が出されていたが、極度の緊張に晒された農兵は、500mの距離で発砲してしまった。盛岡兵はそれを聞き北方のさらなる高台に移動したため、敵わないと判断した農兵は全員蜘蛛の子を散らすように逃げ去った。この戦闘では農兵の被害者の記録は残っていない。28日には、この部隊と茱萸岱の部隊との戦闘が川を挟んで行われた。川原は死体でいっぱいだったという。残った盛岡兵は別の山道を通って撤退していった。
滝の沢を侵攻した盛岡軍の中に、なぜか女性が6、7人群れになって歩いていた。その中の一人が顔を下げっぱなしで、泣きながら弱々しく従って歩いている様子が目撃されている。その女の胸には赤子が抱かれていたが、女は時々思い出したように号泣していた。なぜ攻撃隊の隊列に赤子がいる女性まで加わっていたのか。そして、なぜ赤子が殺されなければならなかったのか、その事情は謎として語り継がれている。
27日午前8時ごろ、軍列から離れた兵士が旅人を装って滝の沢の農家を尋ねた。兵士は食事を農民に頼んだが、農民は兵士だということを見抜き、食事を与えながら隙をさぐり、背後から右手を棒で殴り兵士を取り押さえた。兵士は鷹巣で処刑されたが、左手で実に達筆な書をかいた。数年後、その兵士の家族がやってきて刑場に花を添えた。兵士は名のある神主だっという。兵士を取り押さえた農民は後に十手を与えられた。